# كسوف الشمس 23 سبتمبر 2071
سيحدث كسوف كلي للشمس في 23 سبتمبر 2071. يحدث كسوف الشمس عندما يمر القمر بين الأرض والشمس، وبالتالي يحجب صورة الشمس كليًا أو جزئيًا عن مشاهد على الأرض. يحدث الكسوف الكلي للشمس عندما يكون القطر الظاهري للقمر أكبر من قطر الشمس، مما يحجب كل ضوء الشمس المباشر، ويحول النهار إلى ظلام. تحدث الكلية في مسار ضيق عبر سطح الأرض مع كسوف جزئي للشمس مرئي فوق المنطقة المحيطة بعرض آلاف الكيلومترات.

## كسوفات أخري ذات الصلة

### كسوف الشمس 2069-2072
قالب:Solar eclipse set 2069–2072
هذا الكسوف هو جزء من سلسلة فصل دراسي. يتكرر الكسوف في سلسلة فصل دراسي من الكسوف الشمسي كل 177 يومًا تقريبًا و 4 ساعات (فصل دراسي) في العقد المتناوبة من مدار القمر.
| 120 | April 21, 2069 [الإنجليزية] Partial | 125 | October 15, 2069 [الإنجليزية] Partial |
| 130 | April 11, 2070 [الإنجليزية] Total   | 135 | October 4, 2070 [الإنجليزية] Annular  |
| 140 | كسوف الشمس 31 مارس 2071 Annular     | 145 | كسوف الشمس 23 سبتمبر 2071 Total       |
| 150 | March 19, 2072 [الإنجليزية] Partial | 155 | September 12, 2072 [الإنجليزية] Total |

### سلسلة ساروس 145
قالب:Solar Saros series 145
هذا الكسوف الشمسي هو جزء من دورة ساروس 145، يتكرر كل 18 سنة، 11 يومًا، 8 ساعات، يحتوي على 77 حدثًا. بدأت السلسلة بكسوف جزئي للشمس في 4 يناير 1639، ووصل إلى أول كسوف حلقي في 6 يونيو 1891. كان حدثًا هجينًا في 17 يونيو 1909، وكسوفًا كليًا من 29 يونيو 1927 حتى 9 سبتمبر 2648. تنتهي السلسلة عند العضو 77 ككسوف جزئي في 17 أبريل 3009. أطول كسوف سيحدث في 25 يونيو 2522 بمدة قصوى تبلغ 7 دقائق و 12 ثانية. تحدث جميع الكسوفات في هذه السلسلة عند عقدة القمر الصاعدة.
| Series members 10–32 occur between 1801 and 2359 | Series members 10–32 occur between 1801 and 2359 | Series members 10–32 occur between 1801 and 2359 |
| 10                                               | 11                                               | 12                                               |
| ------------------------------------------------ | ------------------------------------------------ | ------------------------------------------------ |
| April 13, 1801                                   | April 24, 1819                                   | May 4, 1837                                      |
| 13                                               | 14                                               | 15                                               |
| May 16, 1855                                     | May 26, 1873                                     | June 6, 1891                                     |
| 16                                               | 17                                               | 18                                               |
| June 17, 1909 [الإنجليزية]                       | June 29, 1927 [الإنجليزية]                       | July 9, 1945 [الإنجليزية]                        |
| 19                                               | 20                                               | 21                                               |
| July 20, 1963 [الإنجليزية]                       | July 31, 1981 [الإنجليزية]                       | August 11, 1999 [الإنجليزية]                     |
| 22                                               | 23                                               | 24                                               |
| كسوف الشمس في 21 أغسطس 2017                      | كسوف الشمس 2 سبتمبر 2035                         | September 12, 2053 [الإنجليزية]                  |
| 25                                               | 26                                               | 27                                               |
| كسوف الشمس 23 سبتمبر 2071                        | October 4, 2089 [الإنجليزية]                     | October 16, 2107                                 |
| 28                                               | 29                                               | 30                                               |
| October 26, 2125                                 | November 7, 2143                                 | November 17, 2161                                |
| 31                                               | 32                                               | 33                                               |
| November 28, 2179                                | December 9, 2197                                 | December 21, 2215                                |
| 34                                               | 35                                               | 36                                               |
| December 31, 2233                                | January 12, 2252                                 | January 22, 2270                                 |
| 37                                               | 38                                               | 39                                               |
| February 2, 2288                                 | February 14, 2306                                | February 25, 2324                                |
| 40                                               |                                                  |                                                  |
| March 8, 2342                                    |                                                  |                                                  |

### سلسلة اينكس
هذا الكسوف هو جزء من دورة اينكس طويلة الأمد، يتكرر عند العقد المتناوبة كل 358 شهرًا سينوديًا (≈ 10571.95 يومًا، أو 29 عامًا ناقص 20 يومًا). مظهره وخط طوله غير منتظمين بسبب عدم التزامهما مع الشهر غير الطبيعي (فترة الحضيض). ومع ذلك فإن مجموعات اينكس 3 دورات (87 سنة ناقص شهرين) تقترب (≈ 1،151.02 شهرًا غير طبيعي)، لذا فإن الكسوف متشابه في هذه المجموعات.
| أعضاء سلسلة Inex بين عامي 1901 و 2100:       | أعضاء سلسلة Inex بين عامي 1901 و 2100:        | أعضاء سلسلة Inex بين عامي 1901 و 2100:        |
| -------------------------------------------- | --------------------------------------------- | --------------------------------------------- |
| </img> </br>3 يناير 1927 </br> (ساروس 140)   | </img> </br> 14 ديسمبر 1955 </br> (ساروس 141) | </img> </br> 22 نوفمبر 1984 </br> (ساروس 142) |
| </img> </br> 3 نوفمبر 2013 </br> (ساروس 143) | </img> </br> 14 أكتوبر 2042 </br> (ساروس 144) | </img> </br> 23 سبتمبر 2071 </br> (ساروس 145) |
| </img> </br> 4 سبتمبر 2100 </br> (ساروس 146) |                                               |                                               |

### سلسلة ميتونيك
تكرر سلسلة ميتونيك الكسوف كل 19 عامًا (6939.69 يومًا)، وتستمر حوالي 5 دورات. يحدث الكسوف في نفس تاريخ التقويم تقريبًا. بالإضافة إلى ذلك تتكرر سلسلة اوكتون الفرعية 1/5 هذه المدة أو كل 3.8 سنوات (1387.94 يومًا). تحدث جميع الكسوفات في هذا الجدول عند العقدة الصاعدة للقمر.
| 21 حدثًا من أحداث الكسوف ، تتقدم من الجنوب إلى الشمال بين 13 يوليو 2018 و 12 يوليو 2094 | 21 حدثًا من أحداث الكسوف ، تتقدم من الجنوب إلى الشمال بين 13 يوليو 2018 و 12 يوليو 2094 | 21 حدثًا من أحداث الكسوف ، تتقدم من الجنوب إلى الشمال بين 13 يوليو 2018 و 12 يوليو 2094 | 21 حدثًا من أحداث الكسوف ، تتقدم من الجنوب إلى الشمال بين 13 يوليو 2018 و 12 يوليو 2094 | 21 حدثًا من أحداث الكسوف ، تتقدم من الجنوب إلى الشمال بين 13 يوليو 2018 و 12 يوليو 2094 |
| 12-13 يوليو                                                                            | 30 أبريل - 1 مايو                                                                      | من 16 إلى 17 فبراير                                                                    | 5-6 ديسمبر                                                                             | من 22 إلى 23 سبتمبر                                                                    |
| 117                                                                                    | 119                                                                                    | 121                                                                                    | 123                                                                                    | 125                                                                                    |
| -------------------------------------------------------------------------------------- | -------------------------------------------------------------------------------------- | -------------------------------------------------------------------------------------- | -------------------------------------------------------------------------------------- | -------------------------------------------------------------------------------------- |
| </img> </br> 13 يوليو 2018                                                             | </img> </br> 30 أبريل 2022                                                             | </img> </br> 17 فبراير 2026                                                            | </img> </br> 5 ديسمبر 2029                                                             | </img> </br> 23 سبتمبر 2033                                                            |
| 127                                                                                    | 129                                                                                    | 131                                                                                    | 133                                                                                    | 135                                                                                    |
| </img> </br> 13 يوليو 2037                                                             | </img> </br> 30 أبريل 2041                                                             | </img> </br> 16 فبراير 2045                                                            | </img> </br> 5 ديسمبر 2048                                                             | </img> </br> 22 سبتمبر 2052                                                            |
| 137                                                                                    | 139                                                                                    | 141                                                                                    | 143                                                                                    | 145                                                                                    |
| </img> </br> 12 يوليو 2056                                                             | </img> </br> 30 أبريل 2060                                                             | </img> </br> 17 فبراير 2064                                                            | </img> </br> 6 ديسمبر 2067                                                             | </img> </br> 23 سبتمبر 2071                                                            |
| 147                                                                                    | 149                                                                                    | 151                                                                                    | 153                                                                                    | 155                                                                                    |
| </img> </br> 13 يوليو 2075                                                             | </img> </br> 1 مايو 2079                                                               | </img> </br> 16 فبراير 2083                                                            | </img> </br> 6 ديسمبر 2086                                                             | </img> </br> 23 سبتمبر 2090                                                            |
| 157                                                                                    |                                                                                        |                                                                                        |                                                                                        |                                                                                        |
| </img> </br> 12 يوليو 2094                                                             |                                                                                        |                                                                                        |                                                                                        |                                                                                        |